# Sint-Jacobus de Meerderekerk (Enschede, 1864)
De Sint-Jacobus de Meerderekerk was een rooms-katholiek kerkgebouw aan de Oude Markt in Enschede.
Dit kerkgebouw verving een waterstaatskerk uit 1842, die bij de stadsbrand van 1862 was verwoest. De nieuwe kerk werd ontworpen door Herman Jan van den Brink Het was een driebeukige kruisbasiliek in neogotische stijl, met aan de voorgevel twee lage ronde traptorens. De hoofdbeuk was overdekt met een zogenaamd hammerbeam-gewelf. 
Begin jaren 1930 bleek de kerk bouwvallig en werd in 1932 afgebroken. Op deze plaats verrees vervolgens de nieuwe Jacobuskerk, ontworpen door Johannes Sluijmer en Hendrik Willem Valk. 

## Bron
- H.P.R. Rosenberg, De 19de-eeuwse Kerkelijke bouwkunst in Nederland, Den Haag 1972. pp.125.